# Cité-jardin du tricentenaire
La Cité-Jardin du Tricentenaire est un quartier de Montréal, au Québec, situé dans l'arrondissement de Rosemont–La Petite-Patrie. Le quartier comprend plusieurs avenues résidentielles terminant en cul-de-sac, un parc central ainsi qu'un centre de réadaptation. Un réseau de passages piétonniers permet de traverser le secteur.

## Emplacement
La Cité-Jardin du Tricentenaire se situe dans le district Marie-Victorin de l'arrondissement de Rosemont–La Petite-Patrie, entre le parc Maisonneuve et l'Hôpital Maisonneuve-Rosemont. Le quartier est délimité par la rue Viau à l'ouest, le boulevard Rosemont au nord, le boulevard de l'Assomption à l'est et le Centre d’exercice de golf municipal de Montréal au sud.
Le secteur Terrasse Maisonneuve, constitué des avenues des Sapins, des Bouleaux, des Saules et des Tilleuls, a été développé quelques années après la Cité-Jardin originelle et est parfois exclu des limites du quartier.

## Historique

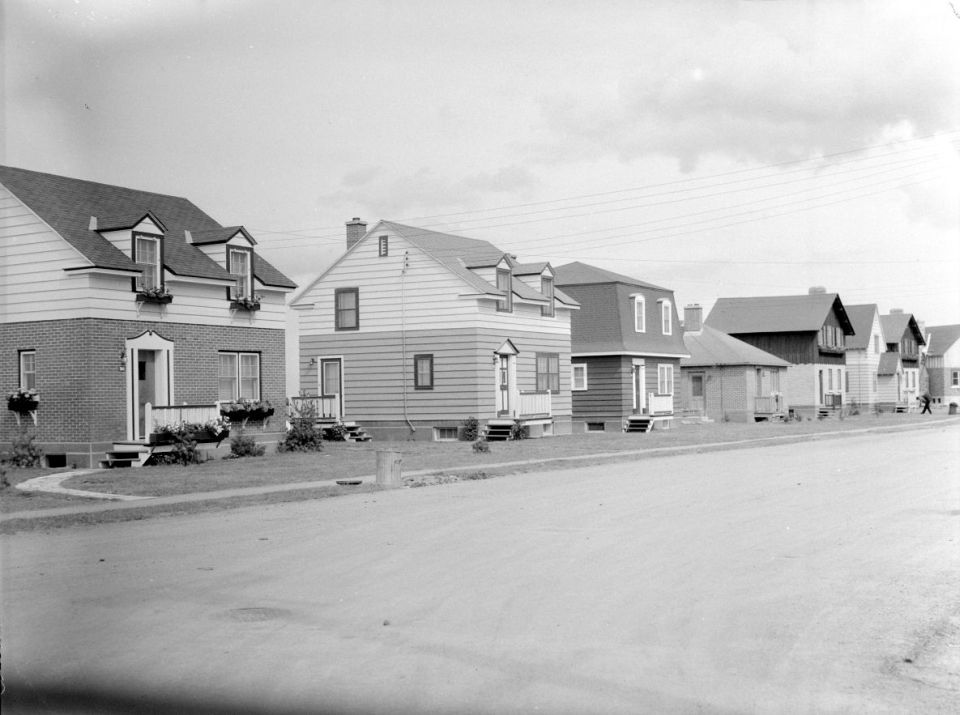
Des maisons de la Cité-Jardin du Tricentenaire en 1942

Au XVIIIe siècle, les sulpiciens ouvrent à la colonisation les terrains de part et d'autre du chemin de la côte de la Visitation, qui deviendra plus tard l'actuel boulevard Rosemont. Des habitations et des bâtiments de ferme dominent le secteur durant le XIXe siècle.
Le secteur s'urbanise graduellement au début du XXe siècle dans le contexte de la construction des usines Angus, situées un peu plus à l'ouest. Le village de Rosemont est alors constitué et annexé à la Ville de Montréal. Le territoire de la Cité-Jardin demeure cependant inoccupé jusqu'au début de la Seconde Guerre mondiale.
En 1940, l’avocat Joseph-Auguste Gosselin et le jésuite Jean d’Auteuil Richard forment l’Union économique d’habitations, un regroupement catholique de citoyens canadiens-français voulant faciliter l'accès à la propriété aux familles ouvrières de la ville. L'Union sollicite pour se faire l'expertise de l'urbaniste Samuel Gittman, afin de concevoir un projet de cité-jardin à l'est du parc Maisonneuve selon les principes du mouvement urbanistique City Beautiful. L'objectif est de créer une alternative plus paisible et moins dense aux quartiers ouvriers typiques de Montréal. Les travaux débutent en 1941 et se poursuivent jusqu'en 1947,.
La Cité-Jardin du Tricentenaire est inaugurée le 2 août 1942 dans le cadre du 300e anniversaire de la fondation de la Ville de Montréal.
Le prix des premières habitations du quartier était estimé entre 5175 $ et 7700 $ en dollars de l'époque.
Au-delà des ambitions esthétiques du projet, le ministre québécois du Commerce et de l’Industrie de l'époque, Jean-Paul Beaulieu, y voit également un moyen de freiner la mouvance communiste au Québec : « Un homme qui possède quelque chose bien à lui n’accepte pas facilement les théories nouvelles destinées à révolutionner le monde ». Le projet de Cité-Jardin, dans ce contexte, apparaît comme un moyen d'offrir aux ouvriers un mode de vie jugé sain, loin des influences socialistes et anarchistes du centre-ville. La Cité-Jardin apparaît également comme une réponse au mouvement hygiéniste québécois, promouvant des environnements de vie aérés et sains, afin de réduire les risques de maladies et d'infections.
Le Jardin botanique, situé à proximité, a assuré la plantation des arbres et végétaux présents dans le quartier.
Le projet initial devait s'étendre sur tout le quadrilatère compris entre la rue Viau, le boulevard Rosemont, la rue Dickson et la rue Sherbrooke Est. Moins du tiers des maisons prévues sont finalement érigées dans le quartier, en raison du coût prohibitif des propriétés à l'époque et des difficultés internes vécues par l'Union économique d'habitations. On trouve aujourd'hui dans ce quadrilatère l'Hôpital Maisonneuve-Rosemont, le Centre d'exercice de golf de Montréal, le Village olympique, le parc du Bois-des-Pères et plusieurs habitations plus récentes.
L'Union économique d'habitations fait faillite en 1948 et cède les rues du quartier à la Ville de Montréal.
Le secteur Terrasse Maisonneuve, au sud-est de la Cité-Jardin, s'est développé quelques années plus tard. On y trouve des maisons unifamiliales typiques des années 1960, des bungalows plus luxueux, au style plus moderne que les propriétés du reste du quartier. À la différence de la Cité-Jardin originelle, les avenues de la Terrasse Maisonneuve ne terminent pas en cul-de-sac.
L'ancien maire de Montréal Jean Drapeau a longtemps habité dans le quartier,.
En 2009, le Plan d'implantation et d'intégration architecturale (PIIA) du quartier est adopté, afin de sauvegarder le patrimoine bâti et naturel de la Cité-Jardin. Le PIIA encadre notamment les rénovations et agrandissements pouvant être réalisés sur les propriétés du secteur.

## Architecture et urbanisme

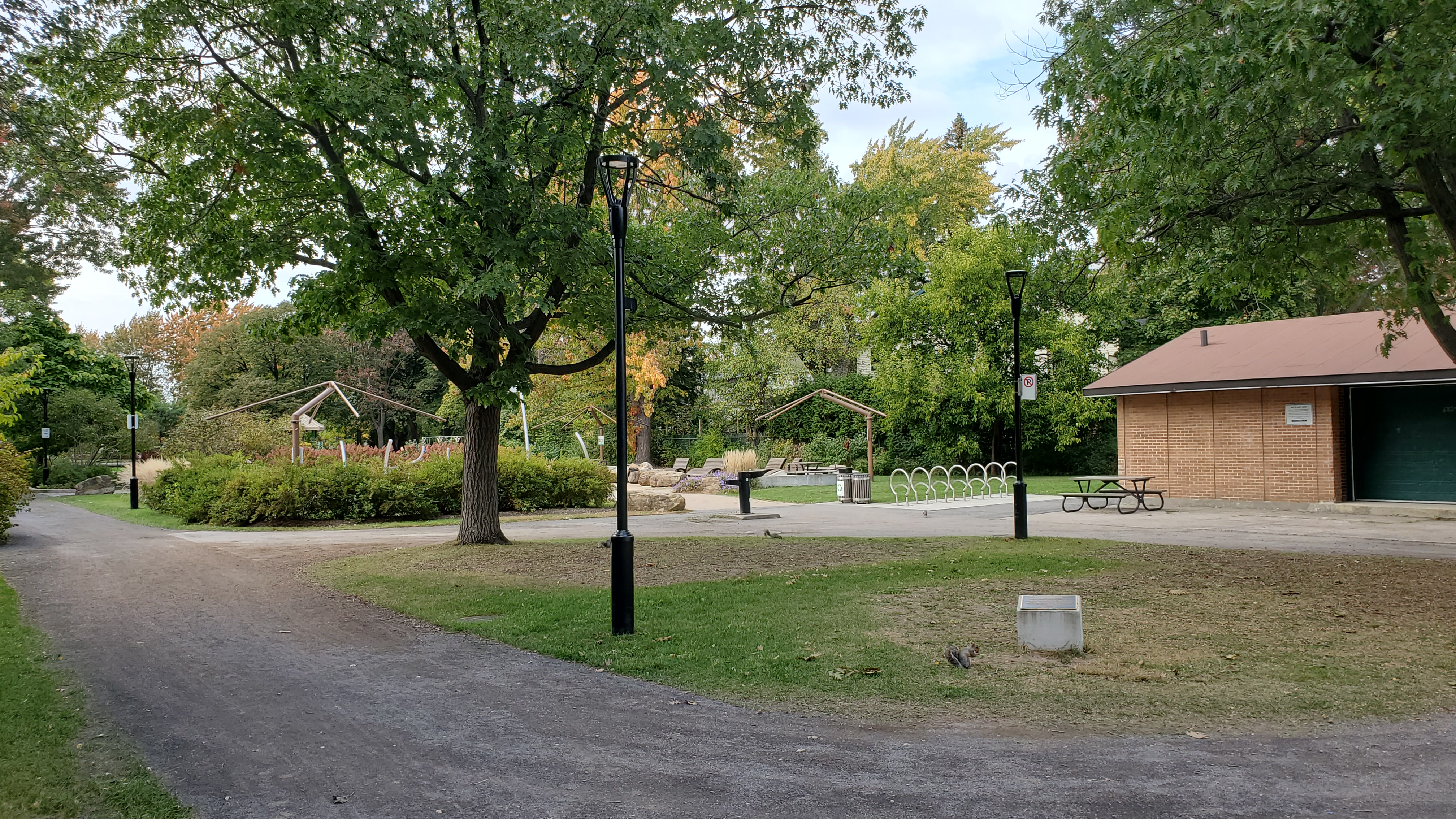
Le parc de la Cité-Jardin

La Cité-Jardin du Tricentenaire est identifiée comme un secteur de valeur patrimoniale exceptionnelle par le Plan d'urbanisme de la Ville de Montréal de 2004. Le quartier se démarque par son style champêtre et verdoyant. Les arbres y sont volumineux et les rues sont dénuées de trottoir, fait rare à Montréal.
Les avenues du quartier sont sinueuses et convergent vers un parc central, le parc de la Cité-Jardin, lequel est accessible via un réseau de sentiers piétonniers. La circulation automobile y est limitée afin d'offrir un cadre de vie paisible et sécuritaire.
Malgré son appellation, la Cité-Jardin du Tricentenaire ne correspond pas exactement à la définition de la cité-jardin telle que conçue par l'urbaniste britannique Ebenezer Howard. Dans son ouvrage de 1898, To-morrow : A Peaceful Path to Real Reform (Demain, une vraie réforme par une voie pacifique), Howard promeut le concept de cité-jardin en tant que nouveau type de collectivité à faible densité, à mi-chemin entre la ville et la campagne. L'auteur établit plusieurs critères afin de définir sa cité-jardin :
- la propriété publique du foncier (afin d'éviter la spéculation financière sur la terre) ;
- la présence d'une ceinture agricole autour de la ville (pour l'alimenter en denrées) ;
- la présence d'équipements publics situés au centre de la ville (parcs, galeries de commerces, lieux culturels, etc.) ;
- la présence de commerces et d'entreprises privés, sous réserve de l'approbation des habitants (la propriété privée est bienvenue, mais l'intérêt collectif doit primer, selon Howard).

Bien que le quartier soit caractérisé par une faible densité de population et la présence d'un parc central, il est pauvre en équipements collectifs et dépendant des établissements institutionnels et commerciaux des quartiers voisins. Un édifice à vocation communautaire avait initialement été érigé pour animer le quartier, mais a été converti en centre de réadaptation depuis.
Aujourd'hui, la Ville de Mont-Royal constitue vraisemblablement l'exemple le plus abouti d'une cité-jardin sur l'île de Montréal.
La Cité-Jardin du Tricentenaire s'inscrit également dans le mouvement urbanistique City Beautiful, né à la fin du XIXe siècle en réaction à l’industrialisation grandissante des villes européennes et nord-américaines. Le mouvement valorise aussi les environnements urbains peu denses (constitués majoritairement de maisons unifamiliales) et une présence importante d'arbres et de parcs pour favoriser un air pur.
Les propriétés du quartier se déclinent en 11 modèles, de style maison canadienne et chalet suisse,. Pour tout projet de rénovation ou d'agrandissement de leur habitation, les propriétaires sont tenus de préserver le style architectural du quartier, tel que défini dans le Plan d'implantation et d'intégration architecturale de la Cité-Jardin du Tricentenaire.
L'agrandissement de plusieurs propriétés dans les dernières décennies a graduellement réduit le couvert végétal et « urbanisé » le secteur, s'inquiétait le Conseil du patrimoine de Montréal dans un avis publié en 2008.

## Démographie

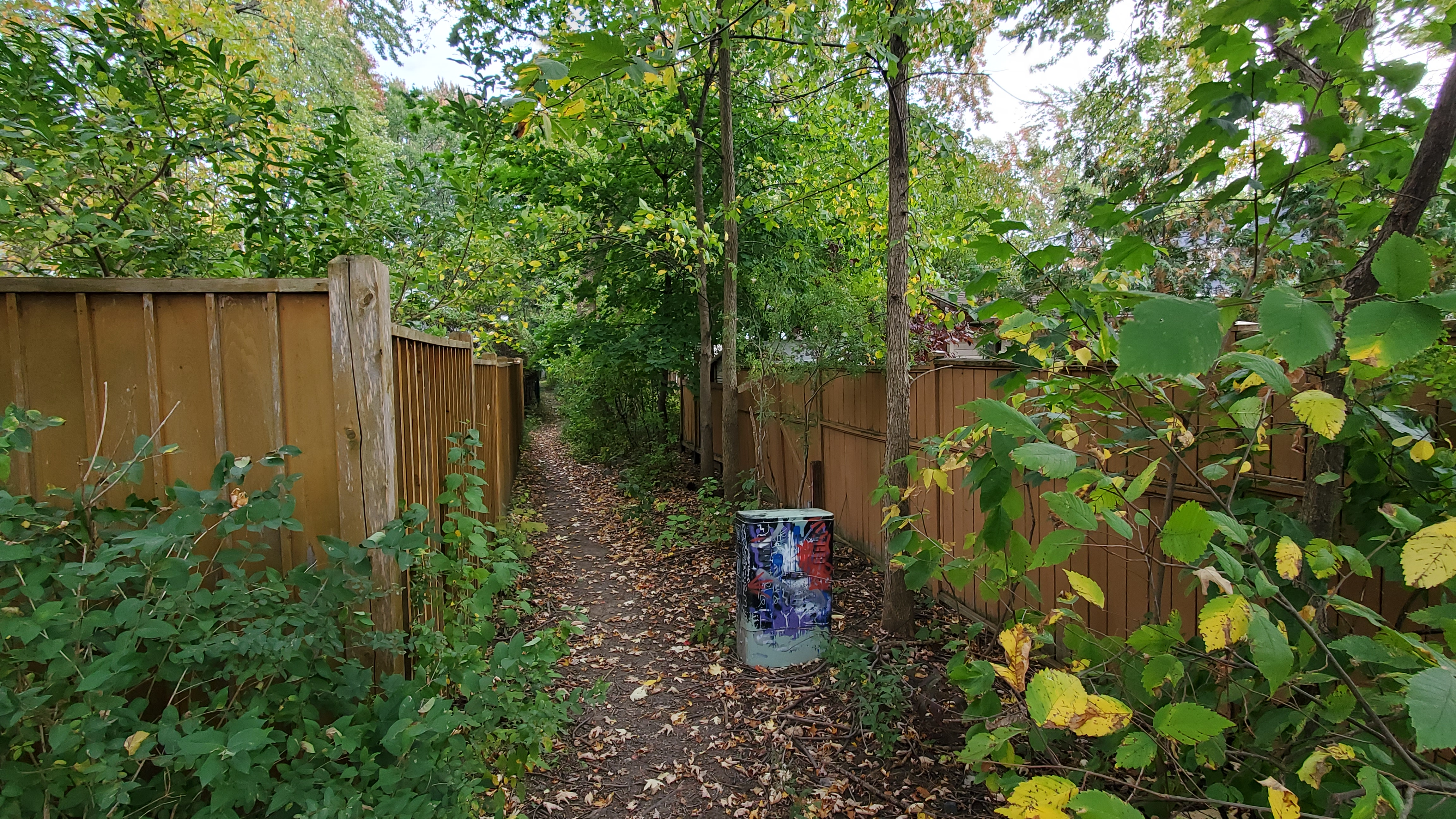
Un réseau de sentiers piétonniers permet de traverser le quartier constitué de culs-de-sac.

La Cité-Jardin a originellement été investie par la petite bourgeoisie canadienne-française, de profession libérale pour la plupart. Toutefois, la population s'est significativement renouvelée dans les dernières décennies, en raison de la hausse de la valeur immobilière du secteur.
Une enquête publiée en 2022 dans la revue Organisations & territoires dénombrait une proportion de 90 % des chefs de ménage du quartier ayant au moins un diplôme universitaire.
Le district Marie-Victorin de l'arrondissement de Rosemont–La Petite-Patrie, dont fait partie la Cité-Jardin du Tricentenaire, est caractérisé par une population majoritairement francophone et plus âgée que la moyenne montréalaise.

## Politique
La Cité-Jardin du Tricentenaire fait partie de la circonscription fédérale Hochelaga, de la circonscription provinciale Rosemont et du district électoral municipal Marie-Victorin, dans l'arrondissement montréalais de Rosemont–La Petite-Patrie.
Au niveau fédéral, les électeurs du quartier ont offert une pluralité de voix au Parti libéral du Canada lors des élections fédérales de 2019 et 2021 dans les bureaux de scrutin locaux. Au niveau provincial, les électeurs du quartier ont offert une pluralité de voix au Parti québécois lors des élections provinciales de 2018 et à la Coalition avenir Québec en 2022 dans les bureaux de vote locaux.

## Toponymie
Chaque avenue du quartier est peuplée d'une essence d’arbre particulière et est nommée en son honneur. Les mélèzes, les sorbiers, les plaines (une variété d'érable), les marronniers, les cèdres, les épinettes et les chênes figurent parmi les variétés présentes. La Ville de Montréal reprend la thématique arboricole du quartier originel pour nommer les avenues de la Terrasse Maisonneuve, un secteur développé quelques années plus tard. Les sapins, bouleaux, saules et tilleuls y sont honorés.

## Galerie

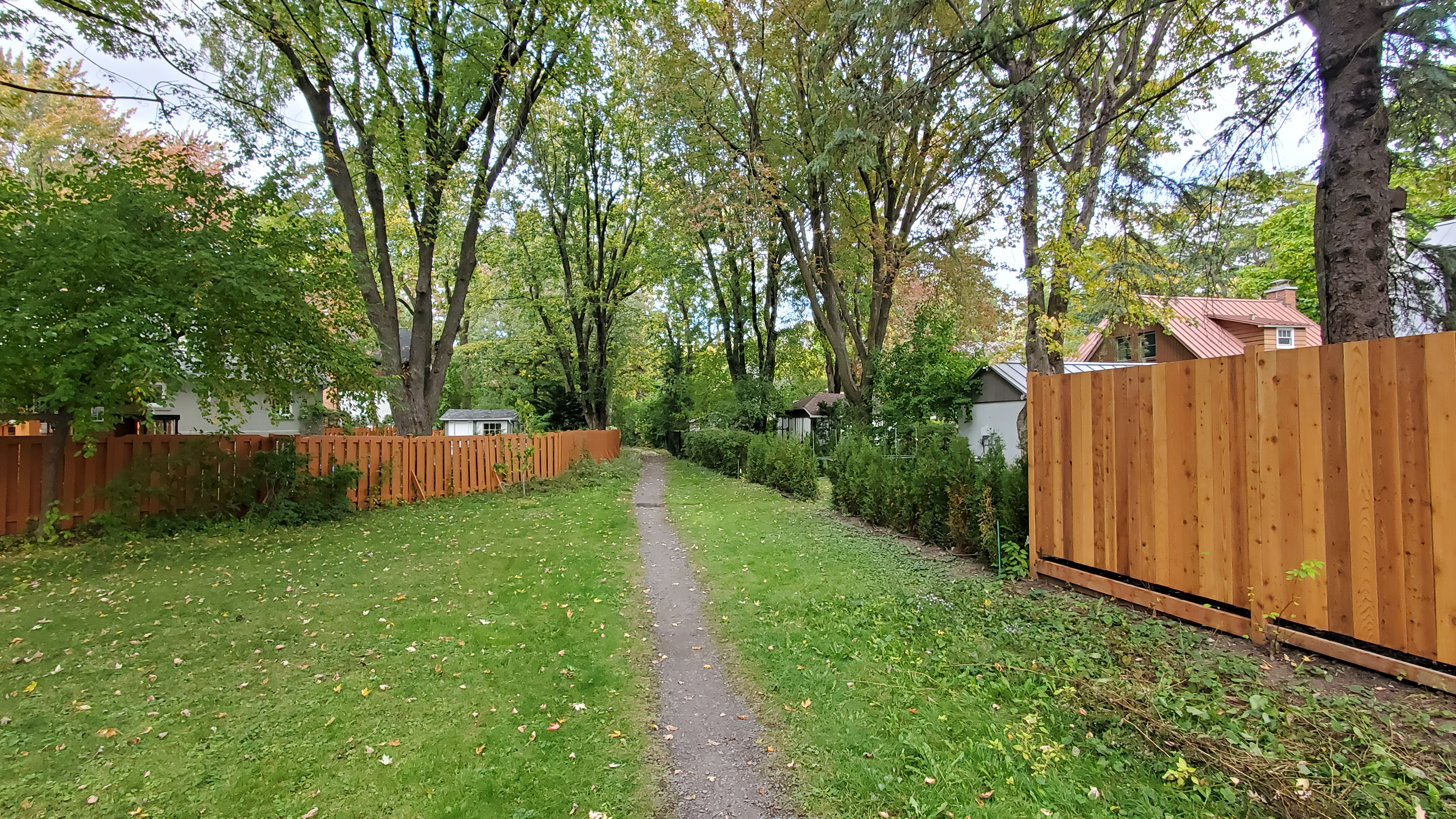
Un sentier piétonnier
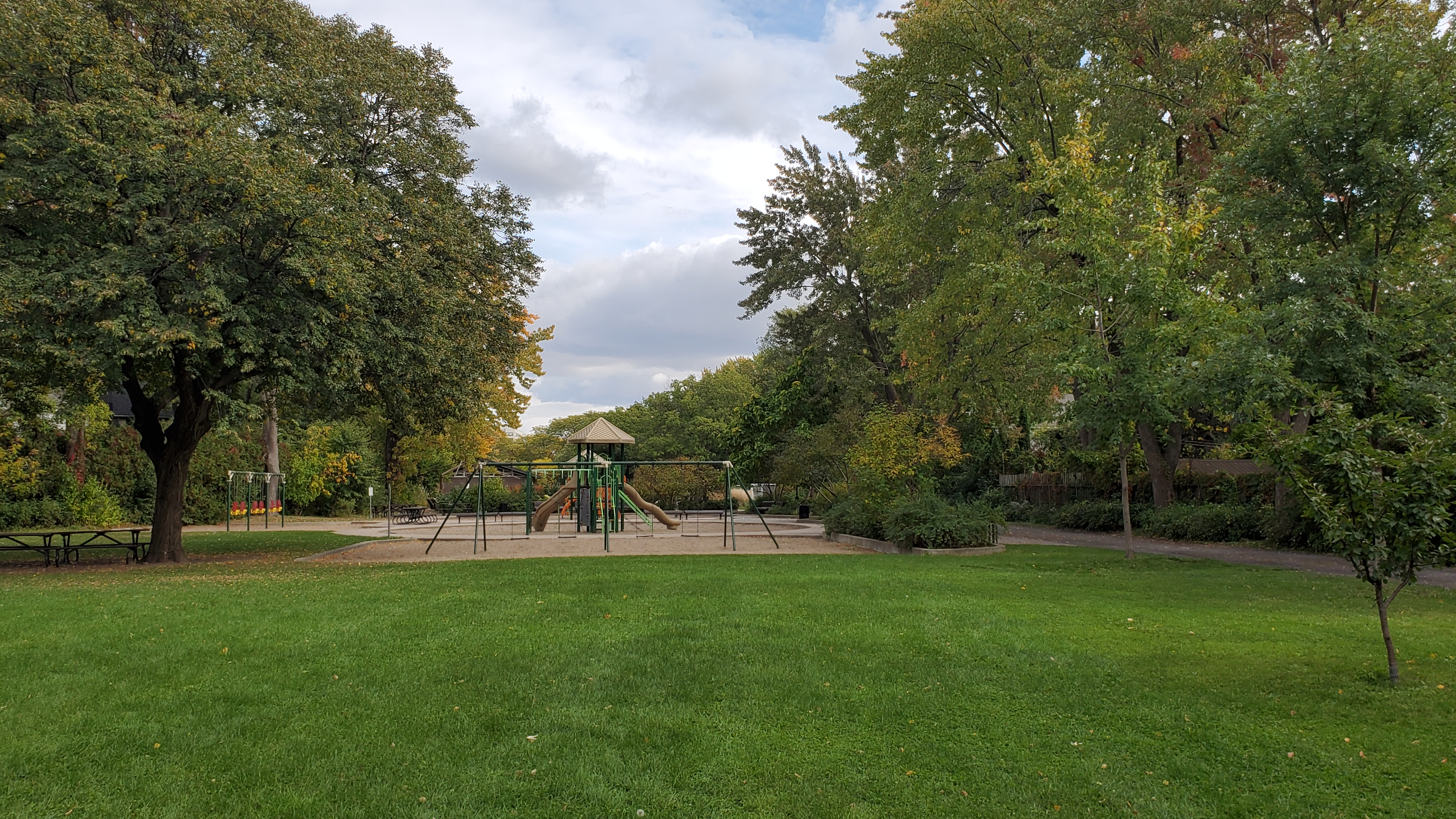
Le parc de la Cité-Jardin
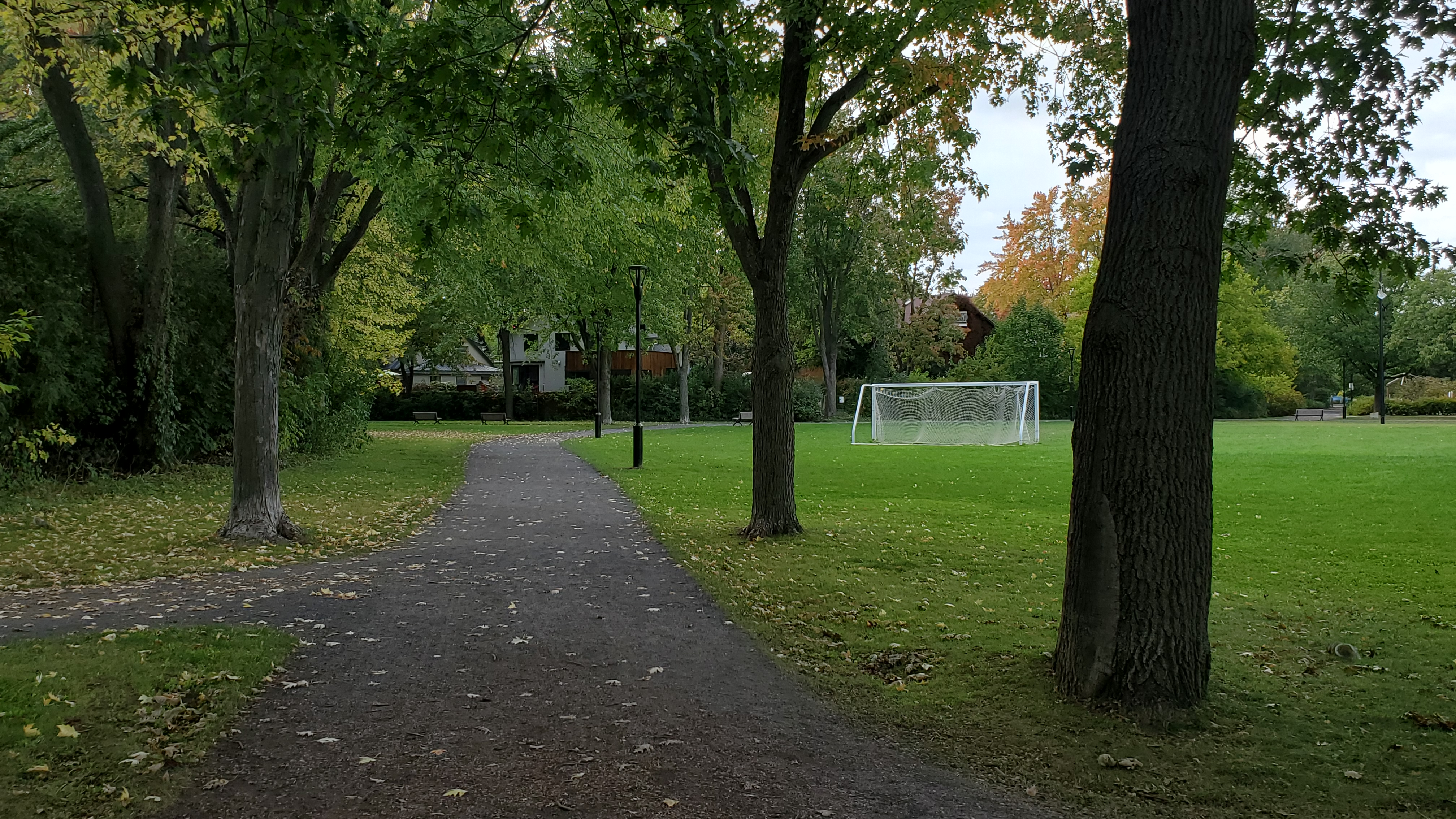
Le sentier principal du parc de la Cité-Jardin
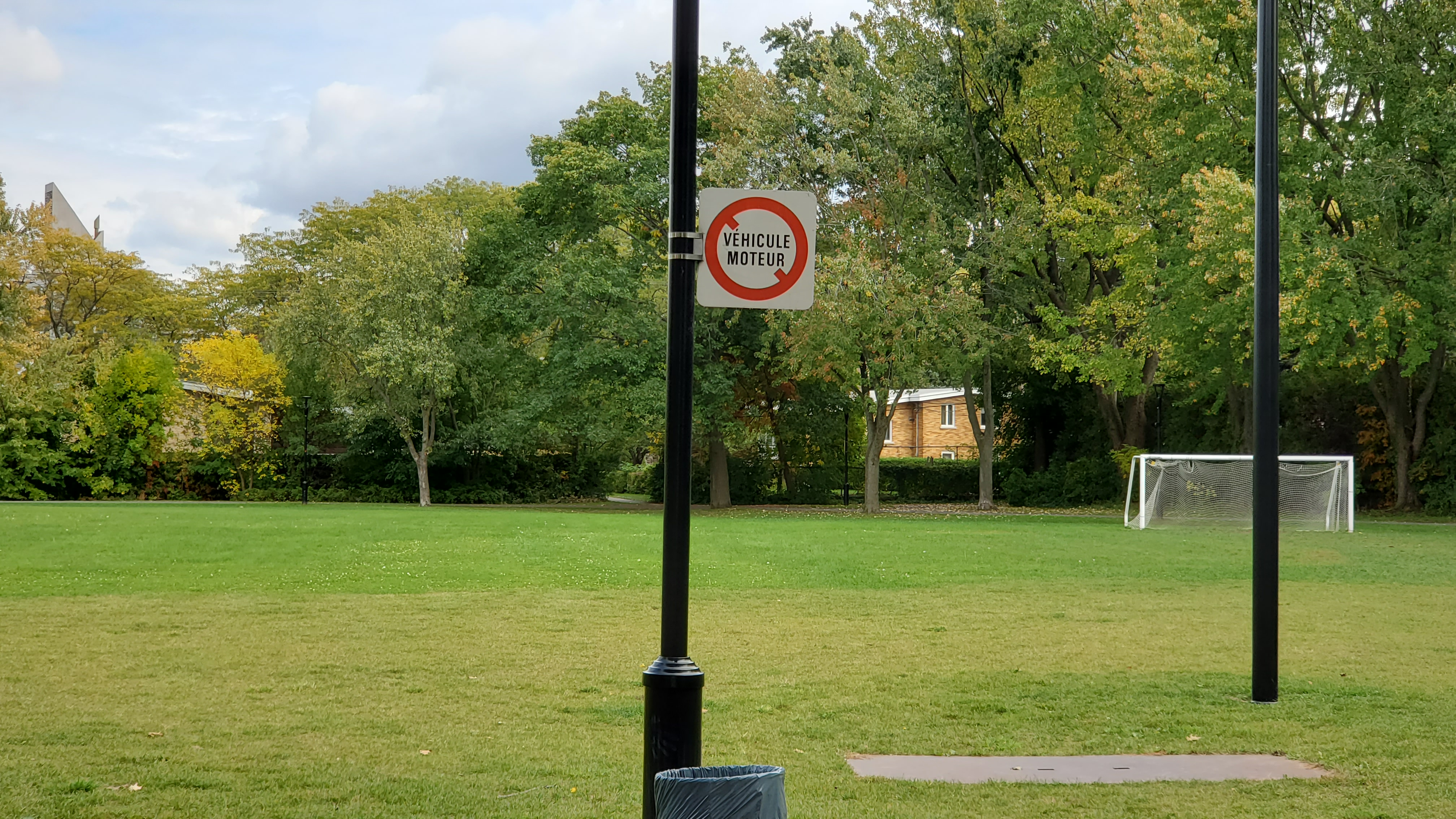
Un panneau interdisant les véhicules motorisés au coeur du quartier